# Passo determinante de taxa
O passo determinante de taxa ou etapa determinante de taxa é um termo em química para o mais lento passo em uma reação química. O passo determinante de taxa é frequentemente comparado ao gargalo de um funil; a taxa na qual um líquido flui através do funil é determiando pelo diâmetro do gargalo, não pela velocidade é colocada nele. Similarmente, a taxa de reação depende da taxa do mais lento passo.
Por exemplo, a reação {\displaystyle NO_{2(g)}} + {\displaystyle CO_{(g)}} → {\displaystyle NO_{(g)}} + {\displaystyle CO_{2(g)}} pode ser pensada como ocorrendo em duas etapas elementares:
1. {\displaystyle NO_{2}} + {\displaystyle NO_{2}} → {\displaystyle NO} + {\displaystyle NO_{3}} (passo lento)
2. {\displaystyle NO_{3}} + {\displaystyle CO} → {\displaystyle NO_{2}} + {\displaystyle CO_{2}} (passo rápido)

Como a segunda etapa consome o {\displaystyle NO_{3}} produzido na etapa mais lenta, esta é limitada pela taxa da segunda etapa. Por esta razão, o passo determinante da taxa é refletida na equação de taxa de uma reação.